# Züllchower Anstalten
Die Züllchower Anstalten in Züllchow bei Stettin waren eine diakonische Einrichtung. Sie wurde als Züllchower Rettungshaus am 2. August 1831 eröffnet. 19 Jahre später, am 17. November 1850, wurde mit dem Züllchower Rettungshaus die pommersche Diakonenanstalt verbunden. Die offizielle Umbenennung in Züllchower Anstalten erfolgte 1893. Im Jahr 1931 wurden die Anstalten geschlossen; nach dem Zweiten Weltkrieg entstanden daraus die Züssower Diakonieanstalten.

## Gründung und Ausbau
Angeregt durch Ideen des Schweizer Pädagogen Johann Heinrich Pestalozzi gründete der pommersche Oberpräsident Johann August Sack am 15. Mai 1830 einen Verein zur Erziehung sittlich verwahrloster Kinder in Stettin. Er veranlasste den Kauf des in dem nahe gelegenen Fischerdorf Züllchow dem Tilebeinschen Schloss gegenüberliegende Konsul Lutzesche Grundstück. Hier entstand das Züllchower Rettungshaus nach dem Vorbild der Kopfschen Erziehungsanstalt in Berlin, nachdem bereits 1830 ein Rettungshaus in Köslin eröffnet worden war.
Die Lutzesche Villa wurde umgebaut und am 3. August 1831 mit einem Gebet des Bischofs Carl Ritschl eröffnet. Der Initiator Johann August Sack war wenige Wochen zuvor gestorben. Die Leitung übernahm der Lehrer Dietze aus der Kopfschen Erziehungsanstalt Berlin. Anfangs waren 30 Kinder im Rettungshaus untergebracht, größtenteils Jungen. Als Dietze 1846 starb, wurde (nach kurzer Übergangsleitung durch den Stettiner Oberlehrer Schultz) der Rauhhäusler Schmidt 1847 Hausvater.
Im Jahr 1849 besuchte der „Vater der Innern Mission“ Johann Hinrich Wichern, der Begründer des Hamburger Rauhen Hauses Stettin und gewann Gruppen in der Stadt und der Provinz für die Innere Mission. Pommersche Vereine der Inneren Mission bildeten sich. Eine pommersche Brüderanstalt wurde ins Leben gerufen; das Züllchower Rettungshaus wurde zu einer Brüder- und Kinderanstalt nach Wichernschen Grundsätzen umgebildet. Die Einweihung des neuen Pommerschen Brüderhauses im Jahr 1850 vollzog Bischof Ritschl. Von 1850 bis 1858 leitete der Wichern-Schüler Wilhelm Quistorp die Einrichtungen.

## Die Jahnsche Ära
Im Jahr 1858 berief man den Erbauungsschriftsteller Gustav Jahn (1818–1888) zum Anstaltsleiter. Er reorganisierte die Anstalten und erschloss neue Erwerbsquellen (Landwirtschaft, Gärtnerei, Kunstverlag und Spielwaren). Neue Häuser (z. B. die Kückenmühle) wurden hinzugekauft oder gebaut, um den Bedürfnissen (etwa Betreuung von „Schwachsinnigen“ oder Epileptikern) nachzukommen. Infolge des Zwangserziehungsgesetzes vom 13. März 1878 vergrößerten sich die Anstalten erneut. In den 1880ern fasste das Haus 120 Plätze. Eine Filiale für weitere 25 bis 30 Kinder wurde im benachbarten Ort Warsow eingerichtet.
Gustavs Sohn Fritz Jahn (1863–1931), seit 1886 Oberhelfer, übernahm 1890 die Leitung. Nach Inkrafttreten der Fürsorgeerziehungsgesetzes vom 2. Juli 1900 wurde eine weitere Zweiganstalt für 120 schulentlassene Fürsorgezöglinge in Warsow gebaut. Die alte Warsower Anstalt wurde 1912 zu einem Lehrlingsheim mit Werkstättenbetrieb für 20 Lehrlinge umgebaut. Im Jahr 1905 kam eine Filiale in Boock bei Löcknitz für 20 schwächliche schulentlassene Zöglinge hinzu. Auch die Hauptanstalt in Züllchow wurde durch die Filialen in Sellacksheim und Grensingshof erweitert. Erziehungsarbeit wie Brüderanstalt erblühten. Die unmittelbare Leitung der Anstalt in Züllchow wurde im Jahr 1909 Pastor Hugo Stelter (1871–1942) übertragen.
Im Ersten Weltkrieg starben zwölf Diakone. Die Erziehungsanstalten waren überfüllt, es fehlte an geeignetem Erzieherpersonal. In der Nachkriegszeit mit Revolution und Inflation wurde es noch schwerer, aus Landwirtschaft, Kunst- und Handelsgärtnerei, Weihnachtsindustrie nennenswerte Erträge zu erzielen. Die Häuser (Hauptanstalt in Züllchow mit Rettungshaus und Diakonenanstalt, Zweigstellen in Warsow und Boock) hatten im Krieg gelitten, sie waren teilweise deutlich unterbelegt. Die Anforderungen an die Erziehungsanstalten und an die Diakonenanstalt wuchsen, doch es fehlte Geld. Anlässlich des 100. Jubiläums rief man zu Spenden auf. Die Hauptanstalt war dringend reparaturbedürftig. Betsaal und Orgel mussten erneuert werden, ebenso die Sanitäranlagen. Wegen des Geldmangels mussten die Züllchower Anstalten im Jahr 1931 – einhundert Jahre nach ihrer Gründung – geschlossen werden.
Nach dem Jahr 1945 wurden die diakonischen Anstalten in Züssow bei Greifswald neubegründet; sie sehen sich in einer Traditionslinie mit der Züllchower Diakonie.